# Рогалево (Томская область)
Рогалево — посёлок в Томской области России, входит в состав муниципального образования «Город Кедровый».

## История
Законом Томской области от 14 октября 2004 года № 219-ОЗ "О наделении статусом городского округа и установлении границ муниципального образования «Город Кедровый» посёлок Рогалево вошёл в состав муниципального образования «Город Кедровый».

## География
Посёлок расположен на реке Корга (бассейн Оби), у впадения в неё притока Барацкая.

## Население
| 2002 | 2010 | 2012 | 2013 | 2014 | 2015 | 2021 |
| ---- | ---- | ---- | ---- | ---- | ---- | ---- |
| 88   | ↘68  | ↗69  | ↘65  | ↘59  | ↘55  | ↘42  |

## Инфраструктура
Личное подсобное хозяйство.

## Транспорт
Дорога местного значения, просёлочная дорога.